# لبیاژیه (بارنائول، سرزمین آلتای)
لبیاژیه (به لاتین: Lebyazhye) یک منطقهٔ مسکونی در روسیه است که در بارنائول واقع شده‌است.